# Séailles
Séailles is een gemeente in het Franse departement Gers (regio Occitanie) en telt 65 inwoners (2009). De plaats maakt deel uit van het arrondissement Condom.

## Geografie
De oppervlakte van Séailles bedraagt 8,0 km², de bevolkingsdichtheid is dus 8,1 inwoners per km².
De onderstaande kaart toont de ligging van Séailles met de belangrijkste infrastructuur en aangrenzende gemeenten.

## Demografie
Onderstaande figuur toont het verloop van het inwonertal (bron: INSEE-tellingen).